# DFWスカイリンク
スカイリンク（英: Skylink）は、テキサス州ダラスおよびフォートワースの間にあるダラス・フォートワース国際空港 (DFW) にて運行されているAutomated People Mover (APM) システムである。
ボンバルディア・トランスポーテーションによって製造されたボンバルディアInnovia APM 200システムが適用されており、ボンバルディアによって維持および運行が継続されている。
スカイリンクが開業したときは、世界最大の空港列車システムであった。
DFWではスカイリンクの列車が64両で運行中である。
スカイリンクは、空港施設と駐車場を結んでいた、空港の最初のPeople moverシステムであるエアトランスAPMの代替として開発された。
DFWが定期便のための大きな接続ハブになったため、エアトランス（速度が遅く、反時計回りの環状線で一方方向に追従し、かつ警備領域外に位置していたため、旅客に警備を通しての再入所を要求していた）では旅客を移動させるには非効率的であった。
当システムは2005年春に開業し、完全に自動化された。
スカイリンクの列車は2分ごとに走行しており、56 – 60km/h (35 – 37mph)までの速度で移動している。
スカイリンク・システムはDFWのエアサイドであり、定期便間で連絡している旅客を取り扱っている。
ターミナルで乗り換えるとき、警備許可および再検査の必要がない。
当システムは、エアサイドのみアクセス可能であり、かつDFWに到着予定となっていないか、誰かが警備をクリアしていない場合にはアクセスすることができない。
到着している国際線の旅客（事前にクリアされない。例えばカナダなど）は、明確なアメリカ合衆国税関・国境警備局 (CBP) の正式手続きおよびターミナルにアクセスする前の警備検査へと連絡している。
国内線から連絡して出発している国際線の旅客、または事前にクリアしている国際線の定期便は、再検査される必要がない。
平均5分の移動時間であり、一番遠い駅間での最長移動時間は9分となっている。
これは大部分の旅客が、約7分（駅との行き来の徒歩時間を含まず）でどんな1つの定期便から他へ連絡できるようになっている。
スカイリンク用のコンクリートおよび鋼製ガイドウェイは、延長7.7km (4.8mi)の双方向環状線にて、375本の支柱上のターミナルより上部に建設された。
内回りは時計回りに移動しており、外回りは反時計回りに移動している。
5つの現ターミナルはそれぞれ、警備（エア）サイドよりアクセスできる2つの駅を含んでいる。
以前のエアトランスAPMシステムとは異なり、スカイリンクはターミナル間の連絡のみであり、空港の駐車場またはレンタカー施設へは移動できない。
駅の各プラットホームには、将来のさらなる需要までは現在運行中の正面の2セットのみとなる4セットのドアがある。
第6ターミナルが建設された場合、第6ターミナルのためにもう2つの駅が建設される予定である。
Innovia APM 200の技術は、ロンドン・ヒースロー国際空港のT5ターミナル、ならびにPHXスカイ・トレインでも使用されている。

## ギャラリー
- スカイリンク車両の内装
- スカイリンクの駅
- 駅に入っていくスカイリンク
- ターミナルEおよびエクスプレス・サウス駐車場より高い、スカイリンクのガイドウェイ